# Российский зарубежный съезд
Российский зарубежный съезд — съезд русской эмиграции в 1926 году, на котором собрались представители русских диаспор из 26 стран. Проходил в Париже в отеле «Мажестик» с 4 апреля по 11 апреля 1926 года.
Организация съезда велась инициативной группой по объединению русских общественных организаций П. Б. Струве с 1923 года.
На Съезде присутствовало около 400 делегатов. В работе съезда приняли участие П. Б. Струве, А. Ф. Трепов, П. Н. Краснов, Н. Е. Марков, С. С. Ольденбург, И. А. Ильин и другие деятели русской эмиграции. Съезд принял обращение к Великому князю Николаю Николаевичу. На съезде были рассмотрены: положение в Советской России; отношение грядущей России и её национальной государственной власти к русским людям, находящимся в Красной армии и на советской службе (доклад А. М. Масленникова); основные черты будущего хозяйственного устройства России (доклад Б. Н. Соколова); вопрос о земле (доклад В. И. Гурко).

## О работе Съезда
«…что у них было — это политическая культура. В дискуссиях — ясность изложения, доброжелательность обсуждений, тонкий учёт разнообразий мнений, тщательность процедуры. И вся эта культура очень пригодилась при трудности сформулировать программу, приемлемую для наибольшего охвата деятелей спорящих политических направлений, даже внутри монархистов, а уж тем трудней, чем шире спектр; и при крайней важности привлечь и удержать малую денежную прослойку эмиграции — властную „торгово-промышленную группу“. И всё же — несчастье всякой эмиграции: кроме противоречий принципиальных — сколько же личных амбиций, раздробляющих всякое живое объединение и действие…» А. Солженицын